# BrainWash Ladies Tour 2012
De Holland Ladies Tour 2012 werd verreden van dinsdag 4 september tot en met zondag 9 september in Nederland, onder de naam BrainWash Ladies Tour. Het was de 15e editie van de rittenkoers, die valt in de UCI 2.1-categorie. De ronde telde zes etappes, inclusief een ploegentijdrit. De vorige drie edities werden gewonnen door Marianne Vos, die ook deze editie wist te winnen.

## Teams
Een (incomplete) lijst van deelnemende ploegen.
| UCI-teams                  | UCI-teams             | Nationale selecties |
| -------------------------- | --------------------- | ------------------- |
| AA Drink-Leontien.nl       | Specialized-lululemon | België              |
| Dolmans-Boels              | Hitec Products        | Italië              |
| Rabobank Women             | Orica-AIS             |                     |
| Skil-Argos                 | Faren-Honda Team      |                     |
| Sengers Ladies             | Team Ibis Cycles      |                     |
| Topsport Vlaanderen-Ridley |                       |                     |

## Etappe-overzicht
| etappe | datum       | start      | finish           | profiel        | afstand  | winnaar               | klassementsleider |
| ------ | ----------- | ---------- | ---------------- | -------------- | -------- | --------------------- | ----------------- |
| 1e     | 4 september | Neerijnen  | Neerijnen        | Vlakke rit     | 108,2 km | Ina-Yoko Teutenberg   | Marianne Vos      |
| 2e     | 5 september | Dronten    | Dronten          | Ploegentijdrit | 34 km    | Specialized-lululemon | Trixi Worrack     |
| 3e     | 6 september | Leerdam    | Leerdam          | Vlakke rit     | 122,2 km | Kirsten Wild          | Charlotte Becker  |
| 4e     | 7 september | Zaltbommel | Zaltbommel       | Vlakke rit     | 122,4 km | Marianne Vos          | Charlotte Becker  |
| 5e     | 8 september | Bergeijk   | Bergeijk         | Vlakke rit     | 126,7 km | Ina-Yoko Teutenberg   | Charlotte Becker  |
| 6e     | 9 september | Bunde      | Berg en Terblijt | Heuvelrit      | 87,9 km  | Marianne Vos          | Marianne Vos      |

## Etappe-uitslagen

### 1e etappe
| Dinsdag 4 september: Neerijnen - Neerijnen (108,2 km) |                     |                            |          |
| Plaats                                                | Naam                | Ploeg                      | Tijd     |
| Winnaar                                               | Ina-Yoko Teutenberg | Specialized-lululemon      | 2u49'19" |
| 2                                                     | Marianne Vos        | Rabobank Women             | z.t.     |
| 3                                                     | Giorgia Bronzini    | Italië                     | z.t.     |
| 4                                                     | Kelly Druyts        | Topsport Vlaanderen-Ridley | z.t.     |
| 5                                                     | Trixi Worrack       | Specialized-lululemon      | z.t.     |

### 2e etappe (TTT)
| Woensdag 5 september: Dronten - Dronten (34 km) |                       |       |         |
| Plaats                                          | Naam                  | Ploeg | Tijd    |
| Winnaar                                         | Specialized-lululemon |       | 41'04"  |
| 2                                               | Orica-AIS             |       | + 19"   |
| 3                                               | Rabobank Women        |       | + 58"   |
| 4                                               | AA Drink-Leontien.nl  |       | + 2'14" |
| 5                                               | Sengers Ladies        |       | + 3'19" |

### 3e etappe
| Donderdag 6 september: Leerdam - Leerdam (122,2 km) |                |                            |          |
| Plaats                                              | Naam           | Ploeg                      | Tijd     |
| Winnaar                                             | Kirsten Wild   | AA Drink-Leontien.nl       | 2u49'41" |
| 2                                                   | Marianne Vos   | Rabobank Women             | z.t.     |
| 3                                                   | Emma Johansson | Hitec Products             | z.t.     |
| 4                                                   | Kelly Druyts   | Topsport Vlaanderen-Ridley | z.t.     |
| 5                                                   | Nina Kessler   | Dolmans-Boels              | z.t.     |

### 4e etappe
| Vrijdag 7 september: Zaltbommel - Zaltbommel (122,4 km) |                  |                       |          |
| Plaats                                                  | Naam             | Ploeg                 | Tijd     |
| Winnaar                                                 | Marianne Vos     | Rabobank Women        | 2u57'43" |
| 2                                                       | Charlotte Becker | Specialized-lululemon | z.t.     |
| 3                                                       | Emma Johansson   | Hitec Products        | z.t.     |
| 4                                                       | Janneke Busser   | Skil-Argos            | + 46"    |
| 5                                                       | Kirsten Wild     | AA Drink-Leontien.nl  | + 1'28"  |

### 5e etappe
| Zaterdag 8 september: Bergeijk - Bergeijk (126,7 km) |                     |                       |          |
| Plaats                                               | Naam                | Ploeg                 | Tijd     |
| Winnaar                                              | Ina-Yoko Teutenberg | Specialized-lululemon | 3u03'03" |
| 2                                                    | Shelley Olds        | AA Drink-Leontien.nl  | z.t.     |
| 3                                                    | Sara Mustonen       | Hitec Products        | z.t.     |
| 4                                                    | Liesbet De Vocht    | Rabobank Women        | z.t.     |
| 5                                                    | Amy Pieters         | Skil-Argos            | z.t.     |

### 6e etappe
| Zondag 9 september: Bunde - Berg en Terblijt (87,9 km) |                      |                       |          |
| Plaats                                                 | Naam                 | Ploeg                 | Tijd     |
| Winnaar                                                | Marianne Vos         | Rabobank Women        | 2u31'39" |
| 2                                                      | Evelyn Stevens       | Specialized-lululemon | z.t.     |
| 3                                                      | Elisa Longo Borghini | Hitec Products        | + 09"    |
| 4                                                      | Judith Arndt         | Orica-AIS             | + 1'08"  |
| 5                                                      | Emma Johansson       | Hitec Products        | + 1'10"  |

## Eindklassementen

### Algemeen klassement
| Plaats      | Naam                 | Ploeg                 | Tijd      |
| ----------- | -------------------- | --------------------- | --------- |
| Oranje trui | Marianne Vos         | Rabobank Women        | 14u53'09" |
| 2           | Evelyn Stevens       | Specialized-lululemon | + 1'21"   |
| 3           | Judith Arndt         | Orica-AIS             | + 2'50"   |
| 4           | Trixi Worrack        | Specialized-lululemon | + 3'26"   |
| 5           | Emma Johansson       | Hitec Products        | + 4'51"   |
| 6           | Elisa Longo Borghini | Hitec Products        | + 5'21"   |
| 7           | Anna van der Breggen | Sengers Ladies        | + 5'57"   |
| 8           | Linda Villumsen      | Orica-AIS             | + 6'45"   |
| 9           | Jessie Daams         | AA Drink-Leontien.nl  | + 7'31"   |
| 10          | Giorgia Bronzini     | Italië                | + 8'20"   |

### Jongerenklassement
| Plaats     | Naam                 | Ploeg                | Tijd      |
| ---------- | -------------------- | -------------------- | --------- |
| Witte trui | Elisa Longo Borghini | Hitec Products       | 14u58'30" |
| 2          | Anna van der Breggen | Sengers Ladies       | + 36"     |
| 3          | Jessie Daams         | AA Drink-Leontien.nl | + 2'10"   |

### Combinatieklassement
| Plaats  | Naam           | Ploeg                 | Punten |
| ------- | -------------- | --------------------- | ------ |
| Winnaar | Marianne Vos   | Rabobank Women        | 30     |
| 2       | Judith Arndt   | Orica-AIS             | 17     |
| 3       | Evelyn Stevens | Specialized-lululemon | 16     |